# Snap (Rosa Linn-dal)
A Snap (magyarul: Csettintés) az örmény Rosa Linn énekesnő dala, mellyel Örményországot képviselte a 2022-es Eurovíziós Dalfesztiválon Torinóban. A dal belső kiválasztás során nyerte el a dalversenyen való indulás jogát.

## Eurovíziós Dalfesztivál
2022. március 11-én az Örmény Közszolgálati Televízió bejelentette, hogy az énekesnőt választották ki, hogy képviselje Örményországot a következő Eurovíziós Dalfesztiválon. Versenydala és a hozzá készült videóklip március 19-én jelent meg. Érdekesség, hogy a dal 2019 januárjában íródott, és a 2019-es Eurovíziós Dalfesztiválra is benyújtották.
A dalfesztivál előtt a Tel-Avivban és Amszterdamban eurovíziós rendezvényeken népszerűsítette versenydalát.
Az Eurovíziós Dalfesztiválon a dalt először a május 10-én rendezett első elődöntőben adta elő fellépési sorrend szerint utolsóként a Norvégiát képviselő Subwoolfer Give That Wolf a Banana című dala után. A dal ötödik helyezettként továbbjutott az elődöntőből  a május 14-i döntőbe, ezzel Örményország 2017 óta először lett döntős. Fellépési sorrendben nyolcadikként lépett fel, a Norvégiát képviselő Subwoolfer Give That Wolf a Banana című dala után és az Olaszországot képviselő Mahmood & Blanco Brividi című dala előtt. A szavazás során a zsűri szavazáson összesítésben tizenhatodik helyen végzett 40 ponttal, míg a nézői szavazáson tizenhetedik helyen végezett 21 ponttal, így összesítésben 61 ponttal a verseny huszadik helyezettje lett.
A versenyt követően a dal elterjedt a TikTokon, és számos ország nemzeti toplistájára felkerült, Magyarországon 2022 augusztusa óta a Petőfi Rádió is rendszeresen játssza.
November elején Amerikába utazott és a James Corden által vezetett The Late Late Show-ban adta elő a dalt. December 11-én az Örményországban megrendezett Junior Eurovíziós Dalfesztiválon meghívott előadóként énekelte el a dalát, örmény áthangszereléssel.
A következő örmény induló Brunette Future Lover című dala volt a 2023-as Eurovíziós Dalfesztiválon.

### Kapott pontok
| Pont | Ország        |
| ---- | ------------- |
| 12   | Franciaország |
| 10   | Bulgária      |
| 8    | Ausztria      |
| 8    | Görögország   |
| 8    | Hollandia     |
| 7    | Albánia       |
| 7    | Olaszország   |
| 7    | Portugália    |
| 5    | Dánia         |
| 5    | Horvátország  |
| 5    | Norvégia      |
| 5    | Portugália    |
| 5    | Svájc         |
| 4    | Lettország    |
| 4    | Litvánia      |
| 3    | Izland        |
| 2    | Ukrajna       |
| 105  | Összesen      |

| Pont | Ország        |
| ---- | ------------- |
| 12   | Ausztria      |
| 10   | Ukrajna       |
| 8    | Bulgária      |
| 8    | Olaszország   |
| 8    | Albánia       |
| 8    | Franciaország |
| 8    | Norvégia      |
| 6    | Moldova       |
| 4    | Hollandia     |
| 3    | Izland        |
| 3    | Portugália    |
| 2    | Dánia         |
| 2    | Lettország    |
| 1    | Horvátország  |
| 1    | Svájc         |
| 1    | Szlovénia     |
| 82   | Összesen      |

| Pont | Ország        |
| ---- | ------------- |
| 10   | Grúzia        |
| 5    | Bulgária      |
| 5    | Franciaország |
| 1    | Ciprus        |
| 21   | Összesen      |

| Pont | Ország        |
| ---- | ------------- |
| 8    | Olaszország   |
| 7    | Franciaország |
| 6    | Ausztria      |
| 5    | Bulgária      |
| 4    | Albánia       |
| 4    | Norvégia      |
| 2    | Svédország    |
| 2    | Ukrajna       |
| 1    | Finnország    |
| 1    | Portugália    |
| 40   | Összesen      |

## A dal háttere
Az énekesnő így nyilatkozott a dalról:
Azt hiszem, mindannyian elértünk már egy olyan pillanathoz, amikor úgy éreztük hogy nincs kiút, és az egész világ összeomlik körülötted. Elkezdesz mindent megkérdőjelezni, beleértve magadat is. Volt benne részem. Rájöttem, hogy megvan az erőm, hogy formáljam a valóságomat – ehhez csak ki kell térni a saját utamból és megtalálni a belső békét. Az egész az önszeretetről és annak elfogadásáról szól, hogy “elég” vagy. A „Snap” megírása egyfajta terápia volt számomra, és remélem, mások számára is az lehet, akik szintén nehéz időket élnek át.

## Dalszöveg
| Snapping one, two Where are you? You’re still in my heart Snapping three, four Don’t need you here anymore Get out of my heart ‘Cause I might snap – A dal refrénje | Csettintek egyet, kettőt Hol vagy? Még mindig a szívemben Csettintek hármat, négyet Már nem kellesz ide többé Tűnj el a szívemből Mert lehet, hogy csettintek – A dal refrénje magyarul |

## Helyezések
| Listák (2022–2023)                                 | Legjobb helyezés |
| -------------------------------------------------- | ---------------- |
| Ausztrália (ARIA)                                  | 20               |
| Ausztria (Ö3 Austria Top 40)                       | 5                |
| Belgium (Ultratop 50 Flanders)                     | 1                |
| Belgium (Ultratop 50 Wallonia)                     | 1                |
| Kanada (Canadian Hot 100)                          | 29               |
| Kanada AC (Billboard)                              | 12               |
| Kanada CHR/Top 40 (Billboard)                      | 32               |
| Kanada Hot AC (Billboard)                          | 21               |
| Horvátország (HRT)                                 | 5                |
| Horvátország (Billboard)                           | 22               |
| Csehország (Rádio Top 100)                         | 38               |
| Csehország (Singles Digitál Top 100)               | 16               |
| Dánia (Tracklisten)                                | 30               |
| Finnország (Singlet Top 20)                        | 20               |
| Franciaország (SNEP)                               | 10               |
| Németország (Media Control Charts)                 | 8                |
| Global 200 (Billboard)                             | 18               |
| Görögország International (IFPI)                   | 20               |
| Magyarország (Rádiós Top 40)                       | 36               |
| Magyarország (Single Top 40)                       | 24               |
| Magyarország (Stream Top 40)                       | 29               |
| Izland (Plötutíðindi)                              | 7                |
| Indonézia (Billboard)                              | 15               |
| Írország (IRMA)                                    | 6                |
| Izrael (Media Forest)                              | 4                |
| Olaszország (FIMI)                                 | 6                |
| Lettország (EHR)                                   | 1                |
| Libanon (Lebanese Top 20)                          | 11               |
| Litvánia (AGATA)                                   | 21               |
| Luxemburg (Billboard)                              | 14               |
| Malajzia (Billboard)                               | 22               |
| Hollandia (Top 40)                                 | 2                |
| Hollandia (Single Top 100)                         | 4                |
| Új-Zéland (Recorded Music NZ)                      | 30               |
| Új-Zéland Hot Singles (RMNZ) High and Fast version | 31               |
| Norvégia (VG-lista)                                | 8                |
| Lengyelország (Polish Airplay Top 20)              | 3                |
| Lengyelország Streaming (OLiS)                     | 70               |
| Portugália (AFP Top 100 Singles)                   | 16               |
| Románia (Romanian Radio Airplay)                   | 5                |
| Románia (Romania TV Airplay)                       | 5                |
| Oroszország Airplay (TopHit)                       | 23               |
| Szingapúr (RIAS)                                   | 17               |
| Szlovákia (Rádio Top 100)                          | 2                |
| Slovakia (Singles Digitál Top 100)                 | 16               |
| Dél-Afrika (RISA)                                  | 37               |
| Spanyolország (PROMUSICAE)                         | 51               |
| Svédország (Sverigetopplistan)                     | 8                |
| Svájc (Schweizer Hitparade)                        | 3                |
| Egyesült Királyság (UK Singles Chart)              | 21               |
| Egyesült Királyság (UK Indie Chart)                | 1                |
| US Billboard Hot 100                               | 67               |
| US Adult Contemporary (Billboard)                  | 27               |
| US Adult Top 40 (Billboard)                        | 11               |
| US Mainstream Top 40 (Billboard)                   | 17               |
| US Rock & Alternative Airplay (Billboard)          | 15               |

| Listák (2022)                | Legjobb helyezés |
| ---------------------------- | ---------------- |
| Oroszország Airplay (TopHit) | 33               |

| Listák (2022)                        | Legjobb helyezés |
| ------------------------------------ | ---------------- |
| Ausztrália (ARIA)                    | 84               |
| Ausztria (Ö3 Austria Top 40)         | 36               |
| Belgium (Ultratop 50 Flanders)       | 13               |
| Belgium (Ultratop 50 Wallonia)       | 36               |
| Németország (Official German Charts) | 40               |
| Global 200 (Billboard)               | 133              |
| Olaszország (FIMI)                   | 52               |
| Hollandia (Dutch Top 40)             | 6                |
| Hollandia (Single Top 100)           | 22               |
| Svédország (Sverigetopplistan)       | 36               |
| Svájc (Schweizer Hitparade)          | 18               |